# Incheon-Munhak-Stadion
Das Incheon-Munhak-Stadion ist ein Fußballstadion mit Leichtathletikanlage in der südkoreanischen Stadt Incheon, Provinz Gyeonggi-do.

## Geschichte
Eigens erbaut für die Fußball-Weltmeisterschaft 2002 in Südkorea und Japan; bot es während des WM-Turniers 52.179 Zuschauern einen Sitzplatz. Mit dem Bau wurde am 20. Juli 1994 begonnen; die offizielle Einweihung der Sportstätte fand am 2. Dezember 2001 statt. Die Baukosten beliefen sich auf 327,7 Milliarden Won; umgerechnet sind dies ca. 216 Millionen Euro. Damals noch unter dem Namen Incheon World Cup Stadium.
Heute besitzt die Arena noch 50.256 Sitzplätze; wovon 49.256 überdacht sind. Die Dachmembran spannt sich mit Stahlseilen über die 24 Träger des Daches und wurde von Schlaich Bergermann und Partner entworfen.
Neben 61 Logen mit insgesamt 230 Plätzen gehören noch 352 Business-Seats und 306 spezielle Plätze für behinderte Besucher zur Ausstattung. Für die Journalisten stehen 400 Arbeitsplätze mit Tisch und Telefon bereit; ebenso 297 für Kommentatoren sowie 100 für die Fotografen. Um das Stadion liegen 4.559 Parkplätze und die nächste U-Bahn-Station ist 500 m entfernt. Im Jahr 2014 finden in Incheon die Asienspiele statt und im Incheon-Munhak-Stadion werden währenddessen Spiele des Fußballturniers ausgetragen. In direkter Nachbarschaft zum Incheon-Munhak-Stadion liegt das Munhak-Baseballstadion; in dem die Mannschaft des SK Wyverns spielt.

## Spiele der WM 2002 in Incheon

### Gruppenspiele

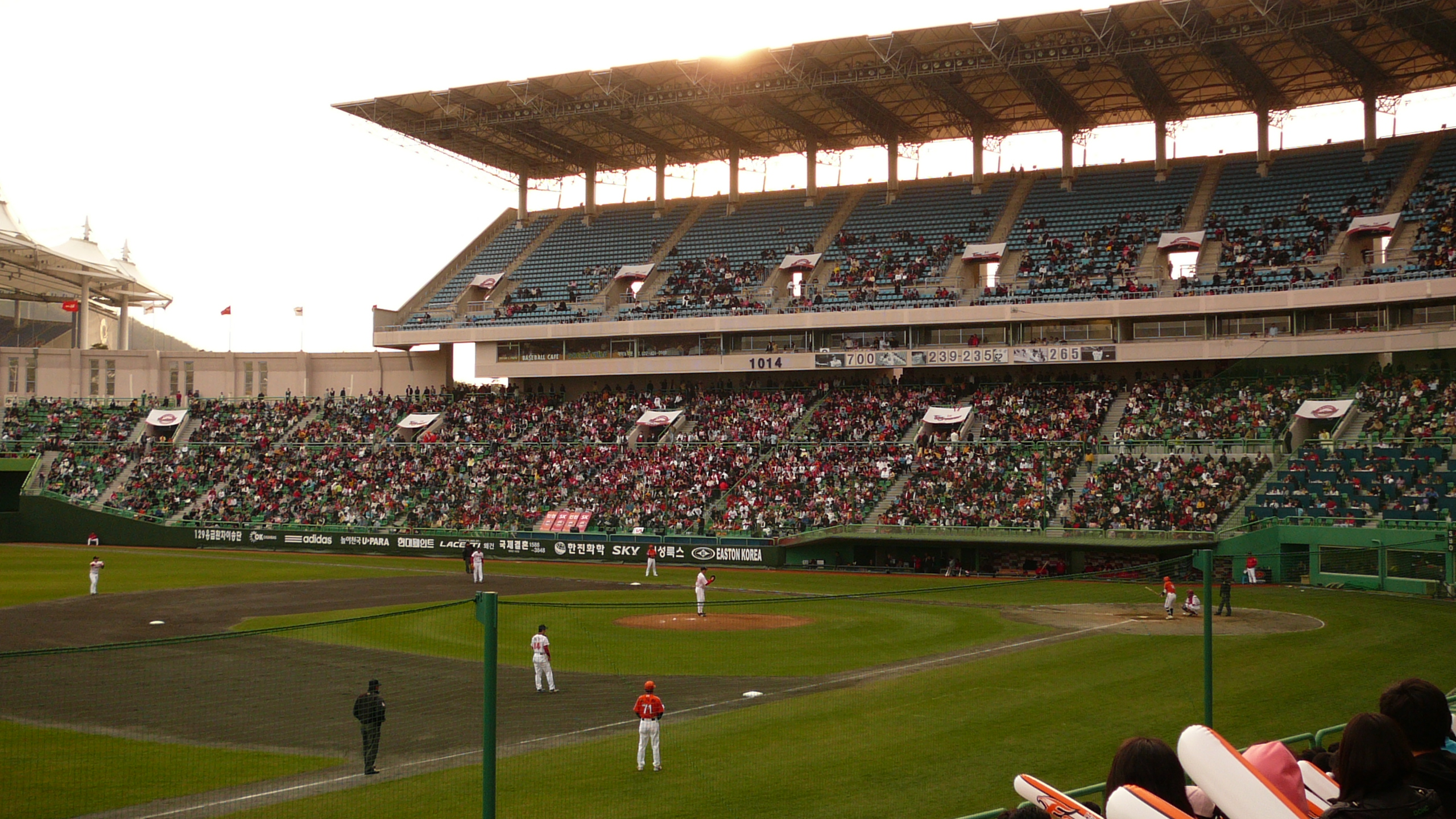
Das benachbarte Munhak-Baseballstadion

- 9. Juni 2002:  Costa Rica –  Türkei 1:1 (0:0)
- 11. Juni 2002:  Dänemark –  Frankreich 2:0 (1:0)
- 14. Juni 2002:  Portugal –  Südkorea 0:1 (0:0)